# Lijst van spoorwegstations in het Verenigd Koninkrijk - E
Dit is een lijst van spoorwegstations in het Verenigd Koninkrijk waarvan de naam begint met een E.
| Station                   | Code | Graafschap/ County/ City | District                  | Beheerder                    | Passagiers in/uit 2004-2005 (mln) | Passagiers in/uit 2005-2006 (mln) | Passagiers in/uit 2006-2007 (mln) | Passagiers in/uit 2007-2008 (mln) | Passagiers in/uit 2008-2009 (mln) |
| ------------------------- | ---- | ------------------------ | ------------------------- | ---------------------------- | --------------------------------- | --------------------------------- | --------------------------------- | --------------------------------- | --------------------------------- |
| Eaglescliffe              | EAG  | Stockton-on-Tees         | Stockton-on-Tees          | Northern Rail                | 0,055                             | 0,06                              | 0,066                             | 0,076                             | 0,084                             |
| Ealing Broadway           | EAL  | Groot-Londen             | Ealing                    | Great Western Railway        | 6,307                             | 5,997                             | 3,48                              | 3,697                             | 3,209                             |
| Earlestown                | ERL  | Merseyside               | St Helens                 | Northern Rail                | 0,22                              | 0,219                             | 0,218                             | 0,226                             | 0,395                             |
| Earley                    | EAR  | Wokingham                |                           | South West Trains            | 0,363                             | 0,38                              | 0,411                             | 0,451                             | 0,473                             |
| Earlsfield                | EAD  | Groot-Londen             | Wandsworth                | South West Trains            | 2,856                             | 2,756                             | 5,517                             | 5,63                              | 4,945                             |
| Earlswood (Surrey)        | ELD  | Surrey                   | Reigate and Banstead      | Southern                     | 0,226                             | 0,255                             | 0,298                             | 0,352                             | 0,362                             |
| Earlswood (West Midlands) | EWD  | West Midlands            | Solihull                  | West Midland Trains          | 0,033                             | 0,036                             | 0,038                             | 0,032                             | 0,032                             |
| East Croydon              | ECR  | Groot-Londen             | Croydon                   | Southern                     | 14,74                             | 15,398                            | 19,517                            | 21,241                            | 20,581                            |
| East Didsbury             | EDY  | Greater Manchester       | Manchester                | Northern Rail                | 0,125                             | 0,159                             | 0,159                             | 0,214                             | 0,266                             |
| East Dulwich              | EDW  | Groot-Londen             | Southwark                 | Southern                     | 0,719                             | 0,725                             | 1,417                             | 1,36                              | 1,516                             |
| East Farleigh             | EFL  | Kent                     | Maidstone                 | Southeastern                 | 0,018                             | 0,018                             | 0,022                             | 0,019                             | 0,017                             |
| East Garforth             | EGF  | West Yorkshire           | City of Leeds             | Northern Rail                | 0,157                             | 0,163                             | 0,174                             | 0,177                             | 0,235                             |
| East Grinstead            | EGR  | West Sussex              | Mid Sussex                | Southern                     | 1,074                             | 1,099                             | 1,213                             | 1,318                             | 1,345                             |
| East Kilbride             | EKL  | South Lanarkshire        |                           | ScotRail                     | 0,697                             | 0,73                              | 0,763                             | 0,794                             | 1,066                             |
| East Malling              | EML  | Kent                     | Tonbridge and Malling     | Southeastern                 | 0,082                             | 0,098                             | 0,099                             | 0,112                             | 0,113                             |
| East Midlands Parkway     | EMD  | Nottinghamshire          | Rushcliffe                | East Midlands Railway        |                                   |                                   |                                   |                                   | 0,034                             |
| East Tilbury              | ETL  | Thurrock                 |                           | c2c                          | 0,299                             | 0,3                               | 0,316                             | 0,337                             | 0,313                             |
| East Worthing             | EWR  | West Sussex              | Worthing                  | Southern                     | 0,303                             | 0,311                             | 0,341                             | 0,354                             | 0,33                              |
| Eastbourne                | EBN  | East Sussex              | Eastbourne                | Southern                     | 3,065                             | 3,081                             | 3,273                             | 3,545                             | 3,514                             |
| Eastbrook                 | EBK  | Vale of Glamorgan        |                           | Transport for Wales          | 0,154                             | 0,155                             | 0,151                             | 0,164                             | 0,182                             |
| Easterhouse               | EST  | Glasgow City             |                           | ScotRail                     | 0,256                             | 0,283                             | 0,3                               | 0,302                             | 0,399                             |
| Eastham Rake              | ERA  | Merseyside               | Wirral                    | Merseyrail                   | 0,132                             | 0,144                             | 0,15                              | 0,171                             | 0,481                             |
| Eastleigh                 | ESL  | Hampshire                | Eastleigh                 | South West Trains            | 1,164                             | 1,169                             | 1,248                             | 1,364                             | 1,445                             |
| Eastrington               | EGN  | East Riding of Yorkshire |                           | Northern Rail                | 0,001                             | 0,002                             | 0,001                             | 0,001                             | 0,001                             |
| Ebbw Vale Parkway         | EBV  | Blaenau Gwent            |                           | Transport for Wales          |                                   |                                   |                                   | 0,052                             | 0,252                             |
| Eccles                    | ECC  | Greater Manchester       | Salford                   | Northern Rail                | 0,065                             | 0,072                             | 0,069                             | 0,074                             | 0,101                             |
| Eccles Road               | ECS  | Norfolk                  | Breckland                 | National Express East Anglia | 0,002                             | 0,004                             | 0,002                             | 0,002                             | 0,002                             |
| Eccleston Park            | ECL  | Merseyside               | St Helens                 | Northern Rail                | 0,035                             | 0,042                             | 0,044                             | 0,048                             | 0,155                             |
| Edale                     | EDL  | Derbyshire               | High Peak                 | Northern Rail                | 0,044                             | 0,046                             | 0,05                              | 0,059                             | 0,058                             |
| Eden Park                 | EDN  | Groot-Londen             | Bromley                   | Southeastern                 | 0,356                             | 0,374                             | 0,493                             | 0,501                             | 0,486                             |
| Edenbridge                | EBR  | Kent                     | Sevenoaks                 | Southeastern                 | 0,232                             | 0,258                             | 0,13                              | 0,116                             | 0,116                             |
| Edenbridge Town           | EBT  | Kent                     | Sevenoaks                 | Southern                     | 0,103                             | 0,14                              | 0,31                              | 0,375                             | 0,375                             |
| Edge Hill                 | EDG  | Merseyside               | Liverpool                 | Northern Rail                | 0,023                             | 0,034                             | 0,035                             | 0,034                             | 0,096                             |
| Edinburgh Waverley        | EDB  | Edinburgh                |                           | Network Rail                 | 14,22                             | 14,645                            | 15,286                            | 16,169                            | 17,571                            |
| Edinburgh Park            | EDP  | Edinburgh                |                           | ScotRail                     | 0,295                             | 0,353                             | 0,368                             | 0,383                             | 0,434                             |
| Edmonton Green            | EDR  | Groot-Londen             | Enfield                   | National Express East Anglia | 1,153                             | 0,926                             | 1,888                             | 2,293                             | 1,987                             |
| Effingham Junction        | EFF  | Surrey                   | Guildford                 | South West Trains            | 0,264                             | 0,251                             | 0,265                             | 0,302                             | 0,306                             |
| Eggesford                 | EGG  | Devon                    | Mid Devon                 | Great Western Railway        | 0,014                             | 0,016                             | 0,018                             | 0,019                             | 0,021                             |
| Egham                     | EGH  | Surrey                   | Runnymede                 | South West Trains            | 1,476                             | 1,507                             | 1,612                             | 2,023                             | 2,134                             |
| Egton                     | EGT  | North Yorkshire          | Scarborough               | Northern Rail                | 0,012                             | 0,014                             | 0,011                             | 0,011                             | 0,012                             |
| Elephant & Castle         | EPH  | Groot-Londen             | Southwark                 | Govia Thameslink Railway     | 2,006                             | 2,057                             | 2,554                             | 3,667                             | 3,32                              |
| Elgin                     | ELG  | Moray                    |                           | ScotRail                     | 0,226                             | 0,246                             | 0,24                              | 0,247                             | 0,261                             |
| Ellesmere Port            | ELP  | Cheshire                 | Cheshire West and Chester | Merseyrail                   | 0,218                             | 0,215                             | 0,158                             | 0,191                             | 0,222                             |
| Elmers End                | ELE  | Groot-Londen             | Bromley                   | Southeastern                 | 0,616                             | 0,643                             | 0,894                             | 0,957                             | 0,971                             |
| Elmstead Woods            | ESD  | Groot-Londen             | Bromley                   | Southeastern                 | 0,891                             | 0,89                              | 1,118                             | 1,2                               | 1,182                             |
| Elmswell                  | ESW  | Suffolk                  | Mid Suffolk               | National Express East Anglia | 0,029                             | 0,035                             | 0,037                             | 0,056                             | 0,062                             |
| Elsecar                   | ELR  | South Yorkshire          | Barnsley                  | Northern Rail                | 0,127                             | 0,103                             | 0,091                             | 0,094                             | 0,123                             |
| Elsenham                  | ESM  | Essex                    | Uttlesford                | National Express East Anglia | 0,192                             | 0,186                             | 0,168                             | 0,181                             | 0,186                             |
| Elstree & Borehamwood     | ELS  | Hertfordshire            | Hertsmere                 | Govia Thameslink Railway     | 1,744                             | 1,815                             | 3,411                             | 3,684                             | 3,275                             |
| Eltham                    | ELW  | Groot-Londen             | Greenwich                 | Southeastern                 | 1,773                             | 1,731                             | 2,146                             | 2,299                             | 2,174                             |
| Elton and Orston          | ELO  | Nottinghamshire          | Rushcliffe                | East Midlands Railway        | 0,001                             | 0,001                             | 0                                 | 0                                 | 0                                 |
| Ely                       | ELY  | Cambridgeshire           | East Cambridgeshire       | National Express East Anglia | 1,255                             | 1,279                             | 1,421                             | 1,506                             | 1,583                             |
| Emerson Park              | EMP  | Groot-Londen             | Havering                  | National Express East Anglia | 0,032                             | 0,032                             | 0,046                             | 0,067                             | 0,059                             |
| Emsworth                  | EMS  | Hampshire                | Havant                    | Southern                     | 0,251                             | 0,267                             | 0,286                             | 0,319                             | 0,325                             |
| Enfield Chase             | ENC  | Groot-Londen             | Enfield                   | Govia Thameslink Railway     | 0,688                             | 0,689                             | 1,14                              | 1,312                             | 1,162                             |
| Enfield Lock              | ENL  | Groot-Londen             | Enfield                   | National Express East Anglia | 0,596                             | 0,57                              | 0,806                             | 0,95                              | 0,84                              |
| Enfield Town              | ENF  | Groot-Londen             | Enfield                   | National Express East Anglia | 1,263                             | 1,192                             | 1,391                             | 1,687                             | 1,507                             |
| Entwistle                 | ENT  | Blackburn with Darwen    |                           | Northern Rail                | 0,009                             | 0,01                              | 0,009                             | 0,009                             | 0,009                             |
| Epsom                     | EPS  | Surrey                   | Epsom and Ewell           | Southern                     | 3,269                             | 3,281                             | 3,429                             | 3,721                             | 3,728                             |
| Epsom Downs               | EPD  | Surrey                   | Reigate and Banstead      | Southern                     | 0,044                             | 0,05                              | 0,054                             | 0,07                              | 0,071                             |
| Erdington                 | ERD  | West Midlands            | Birmingham                | West Midland Trains          | 0,267                             | 0,299                             | 0,299                             | 0,336                             | 0,552                             |
| Eridge                    | ERI  | East Sussex              | Wealden                   | Southern                     | 0,035                             | 0,061                             | 0,073                             | 0,095                             | 0,113                             |
| Erith                     | ERH  | Groot-Londen             | Bexley                    | Southeastern                 | 0,432                             | 0,447                             | 0,648                             | 0,718                             | 0,707                             |
| Esher                     | ESH  | Surrey                   | Elmbridge                 | South West Trains            | 0,809                             | 0,818                             | 0,87                              | 1,09                              | 1,076                             |
| Essex Road                | EXR  | Groot-Londen             | Islington                 | Govia Thameslink Railway     | 0,118                             | 0,116                             | 0,275                             | 0,385                             | 0,336                             |
| Etchingham                | ETC  | East Sussex              | Rother                    | Southeastern                 | 0,218                             | 0,223                             | 0,23                              | 0,238                             | 0,235                             |
| Euxton Balshaw Lane       | EBA  | Lancashire               | Chorley                   | Northern Rail                | 0,038                             | 0,043                             | 0,041                             | 0,044                             | 0,053                             |
| Evesham                   | EVE  | Worcestershire           | Wychavon                  | Great Western Railway        | 0,269                             | 0,239                             | 0,237                             | 0,214                             | 0,208                             |
| Ewell East                | EWE  | Surrey                   | Epsom and Ewell           | Southern                     | 0,374                             | 0,349                             | 0,357                             | 0,425                             | 0,436                             |
| Ewell West                | EWW  | Surrey                   | Epsom and Ewell           | South West Trains            | 0,705                             | 0,727                             | 0,775                             | 1,003                             | 1,058                             |
| Exeter Central            | EXC  | Devon                    | Exeter                    | Great Western Railway        | 1,046                             | 1,081                             | 1,292                             | 1,385                             | 1,514                             |
| Exeter St Davids          | EXD  | Devon                    | Exeter                    | Great Western Railway        | 1,632                             | 1,697                             | 1,801                             | 1,982                             | 2,129                             |
| Exeter St Thomas          | EXT  | Devon                    | Exeter                    | Great Western Railway        | 0,064                             | 0,077                             | 0,08                              | 0,083                             | 0,098                             |
| Exhibition Centre         | EXG  | Glasgow City             |                           | ScotRail                     | 0,499                             | 0,633                             | 0,763                             | 0,866                             | 1,153                             |
| Exmouth                   | EXM  | Devon                    | East Devon                | Great Western Railway        | 0,624                             | 0,611                             | 0,677                             | 0,697                             | 0,732                             |
| Exton                     | EXN  | Devon                    | East Devon                | Great Western Railway        | 0,011                             | 0,01                              | 0,012                             | 0,012                             | 0,015                             |
| Eynsford                  | EYN  | Kent                     | Sevenoaks                 | Southeastern                 | 0,131                             | 0,135                             | 0,14                              | 0,153                             | 0,154                             |

A · 
B · 
C · 
D · 
E · 
F · 
G · 
H · 
I · 
J · 
K · 
L · 
M · 
N · 
O · 
P · 
Q · 
R · 
S · 
T · 
U · 
V · 
W · 
X · 
Y · 
Z

Alle stations (sorteerbaar)